# 17. Arrondissement (Paris)

Logo der mairie des 17. Arrondissements

Das 17. Pariser Arrondissement, das Arrondissement de Batignolles-Monceaux, ist eines von 20 Arrondissements der französischen Hauptstadt Paris.
In diesem Arrondissement befinden sich sowohl bürgerliche Viertel wie im Westen von Paris als auch Arbeiterviertel wie im Norden. Daraus ergibt sich eine sehr heterogene Einwohnerschaft, welche schematisch in drei Bereiche unterteilt werden kann:
Einen Bereich mit hohem Anteil an Sozialwohnungen und hohem Einwandereranteil nördlich der Avenue de Clichy, eine gemischte Zone zwischen der Avenue de Clichy im Norden und der Rue de Tocqueville im Süden, die besonders beliebt ist bei urbanen jungen Paaren und als Beispiel für Gentrifizierung gilt, und einen Bereich an der Grenze zum Parc Monceau mit großen Gebäuden im Haussmann-Stil und einer sehr gut situierten Bevölkerung, die derjenigen im benachbarten 16. Arrondissement ähnelt.

## Geographische Lage

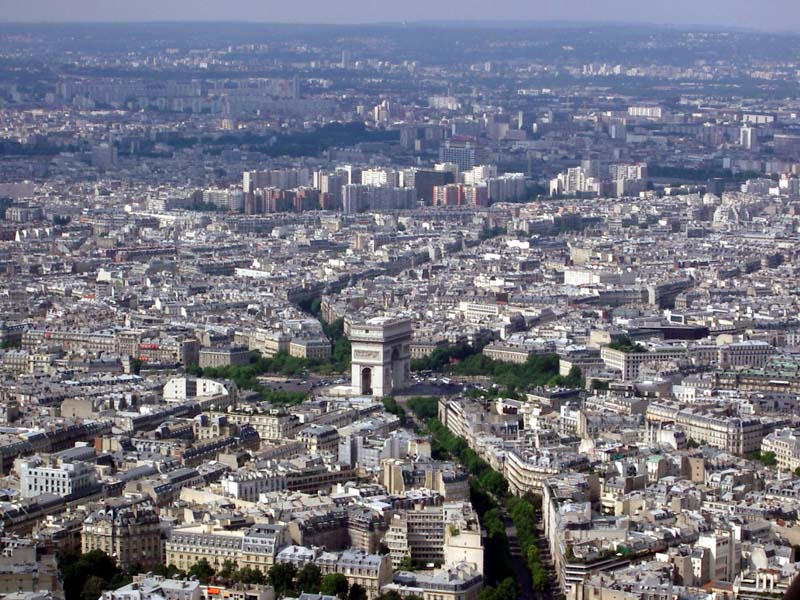
17. Arrondissement (oberhalb des Triumphbogens)

Das 17. Arrondissement liegt auf dem rechten Seineufer. Es grenzt im Osten an das 18., im Südosten an das 8. und im Süden an das 16. Arrondissement. Im Westen grenzt es von Nord nach Süd an die Gemeinden Saint-Ouen, Clichy, Levallois-Perret und Neuilly-sur-Seine.

## Viertel im 17. Arrondissement
Das 17. Arrondissement besteht aus den folgenden vier Stadtvierteln:
- Quartier des Ternes
- Quartier de la Plaine-de-Monceaux
- Quartier des Batignolles
- Quartier des Épinettes

Nach der offiziellen Zählung der Pariser Stadtviertel handelt es sich dabei um die Quartiers 65 bis 68.

## Demographische Daten
Nach der Volkszählung von 1999 waren im 567 ha großen 17. Arrondissement 160.860 Einwohner gemeldet. Das entspricht einer Bevölkerungsdichte von 28.374 Einwohnern pro km². Somit haben in diesem Arrondissement 7,4 % der Pariser Bevölkerung ihren Hauptwohnsitz.

### Rathaus
Das Rathaus des 17. Arrondissements befindet sich in der 16/20 rue des Batignolles.

### Bürgermeister
Bürgermeister ist seit 2017 Geoffroy Boulard (Les Républicains).

## Sehenswürdigkeiten
- Park Square des Batignolles
- Cité des Fleurs
- Neuer Justizpalast Paris (Wolkenkratzer mit 160 Meter Höhe)